# بیرگو
بیرگو (به زبان مالتی: Birgu، به ایتالیایی: Vittoriosa) یک شهر قدیمی در کشور مالت است که در جنوب گرند هاربر واقع شده‌است.

## خصوصیات
بیرگو ۰٫۵ کیلومترمربع مساحت و ۲٬۶۷۳ نفر جمعیت دارد.

## خواهرخوانده
شهر سن-تروپه خواهرخواندهٔ بیرگوست.